# Championnat de Grèce féminin de volley-ball
Le Championnat de Grèce de volley-ball féminin est la compétition nationale majeure, créée en 1971,

## Palmarès
| Année | Champion                                  | Finaliste                                 | Troisième                                         |
| ----- | ----------------------------------------- | ----------------------------------------- | ------------------------------------------------- |
| 1971  | Panathinaikos Athènes                     | Iraklis Thessalonique                     |                                                   |
| 1972  | Panathinaikos Athènes                     | Kollegio Athinon                          | Iraklis Thessalonique                             |
| 1973  | Panathinaikos Athènes                     | ZAON Kifissia Athènes                     | Iraklis Thessalonique                             |
| 1974  | ZAON Kifissia Athènes                     | Panathinaikos Athènes                     | A.O. Kavala                                       |
| 1975  | ZAON Kifissia Athènes                     | Panathinaikos Athènes                     | Artemis Korydallos                                |
| 1976  | ZAON Kifissia Athènes                     | Panathinaikos Athènes                     | Artemis Korydallos                                |
| 1977  | Panathinaikos Athènes                     | ZAON Kifissia Athènes                     | Aris Thessalonique                                |
| 1978  | Panathinaikos Athènes                     | ZAON Kifissia Athènes                     | AO Kavala                                         |
| 1979  | Panathinaikos Athènes                     | Filathlitikos Thessalonique               | ZAON Kifissia Athènes                             |
| 1980  | ZAON Kifissia Athènes                     | Panathinaikos Athènes                     | Filathlitikos Thessalonique                       |
| 1981  | ZAON Kifissia Athènes                     | Panathinaikos Athènes                     | Filathlitikos Thessalonique                       |
| 1982  | Panathinaikos Athènes                     | Filathlitikos Thessalonique               | Aris Thessalonique                                |
| 1983  | Panathinaikos Athènes                     | ZAON Kifissia Athènes                     | Filathlitikos Thessalonique                       |
| 1984  | Filathlitikos Thessalonique               | Panathinaikos Athènes                     | Aris Thessalonique                                |
| 1985  | Panathinaikos Athènes                     | Filathlitikos Thessalonique               | Ionikos Néa Filadélfia                            |
| 1986  | Filathlitikos Thessalonique               | Panathinaikos Athènes                     | Ionikos Néa Filadélfia                            |
| 1987  | Filathlitikos Thessalonique               | Panathinaikos Athènes                     | Ionikos Néa Filadélfia                            |
| 1988  | Panathinaikos Athènes                     | Filathlitikos Thessalonique               | ZAON Kifissia Athènes                             |
| 1989  | Ionikos Néa Filadélfia                    | Filathlitikos Thessalonique               | Panathinaikos Athènes                             |
| 1990  | Panathinaikos Athènes                     | Ionikos Néa Filadélfia                    | Filathlitikos Thessalonique                       |
| 1991  | Panathinaikos Athènes                     | Ionikos Néa Filadélfia                    | ZAON Kifissia Athènes                             |
| 1992  | Panathinaikos Athènes                     | Panellinios Athènes                       | ZAON Kifissia Athènes                             |
| 1993  | Panathinaikos Athènes                     | Ionikos Néa Filadélfia                    | AGS Byron                                         |
| 1994  | Ionikos Néa Filadélfia                    | Panathinaikos Athènes                     | Aris Thessalonique                                |
| 1995  | Filathlitikos Vrilissia                   | Panathinaikos Athènes                     | Ionikos Néa Filadélfia                            |
| 1996  | Filathlitikos Vrilissia                   | Ionikos Néa Filadélfia                    | Panathinaikos Athènes                             |
| 1997  | Filathlitikos Vrilissia                   | Panathinaikos Athènes                     | Ionikos Néa Filadélfia                            |
| 1998  | Panathinaikos Athènes                     | Filathlitikos Vrilissia                   | Filathlitikos Thessalonique                       |
| 1999  | Filathlitikos Vrilissia                   | Panathinaikos Athènes                     | Filathlitikos Thessalonique                       |
| 2000  | Panathinaikos Athènes                     | Filathlitikos Thessalonique               | Filathlitikos Vrilissia                           |
| 2001  | Panellinios Athènes                       | Panathinaikos Athènes                     | Filathlitikos Thessalonique                       |
| 2002  | Panellinios Athènes                       | Filathlitikos Thessalonique               | Filathlitikos Vrilissia                           |
| 2003  | Filathlitikos Thessalonique               | Panathinaikos Athènes                     | Filathlitikos Vrilissia                           |
| 2004  | Filathlitikos Vrilissia                   | Panellinios Athènes                       | Panathinaikos Athènes                             |
| 2005  | Panathinaikos Athènes                     | Filathlitikos Thessalonique               | Apollonios Keratsini (Le Pirée)                   |
| 2006  | Panathinaikos Athènes                     | A.O. Markopoulo                           | Panellinios Athènes                               |
| 2007  | Panathinaikos Athènes                     | Olympiakos Le Pirée                       | Panellinios Athènes                               |
| 2008  | Panathinaikos Athènes                     | Olympiakos Le Pirée                       | A.O. Markopoulo                                   |
| 2009  | Panathinaikos Athènes                     | Olympiakos Le Pirée                       | Iraklis Thessalonique                             |
| 2010  | Panathinaikos Athènes                     | Olympiakos Le Pirée                       | Panionios G.S.S.                                  |
| 2011  | Panathinaikos Athènes                     | Olympiakos Le Pirée                       | AEK Athènes                                       |
| 2012  | AEK Athènes                               | Olympiakos Le Pirée                       | Panathinaikos Athènes                             |
| 2013  | Olympiakos Le Pirée                       | AEK Athènes                               | Iraklis Kifisias                                  |
| 2014  | Olympiakos Le Pirée                       | AEK Athènes                               | Panathinaikos Athènes                             |
| 2015  | Olympiakos Le Pirée                       | Panathinaikos Athènes                     | Pannaxiakos A.O. Naxos                            |
| 2016  | Olympiakos Le Pirée                       | A.O. Thíra                                | Panathinaikos Athènes                             |
| 2017  | Olympiakos Le Pirée                       | Pannaxiacos A.O. Naxos                    | Panathinaikos Athènes                             |
| 2018  | Olympiakos Le Pirée                       | Aris Thessalonique                        | A.O. Thíra                                        |
| 2019  | Olympiakos Le Pirée                       | Pannaxiacos A.O. Naxos                    | A.O. Thíra                                        |
| 2020  | Olympiakos Le Pirée                       | A.O. Thíra                                | Pannaxiacos A.O. Naxos                            |
| 2021  | Titre non attribué (Pandémie de Covid-19) | Titre non attribué (Pandémie de Covid-19) | Titre non attribué (Pandémie de Covid-19)         |
| 2022  | Panathinaikos Athènes                     | Olympiakos Le Pirée                       | Demi-finalistes : Aris Salonique / PAOK Salonique |
| 2023  | Panathinaikos Athènes                     | Olympiakos Le Pirée                       | Demi-finalistes : PAOK Salonique / AEK Athènes    |
| 2024  | Panathinaikos Athènes                     | Olympiakos Le Pirée                       | Demi-finalistes : AEK Athènes / Thetis Voula      |
| 2025  | Olympiakos Le Pirée                       | PAOK Thessalonique                        | AO Thíra                                          |

## Bilan par club
| Club                        | Titres | Ville              | Année |
| --------------------------- | ------ | ------------------ | --- |
| Panathinaikos Athènes       | 26     | Athènes            | 1971, 1972, 1973, 1977, 1978, 1979, 1982, 1983, 1985, 1988, 1990, 1991, 1992, 1993, 1998, 2000, 2005, 2006, 2007, 2008, 2009, 2010, 2011, 2022, 2023, 2024 |
| Olympiakos Le Pirée         | 9      | Le Pirée, Attique  | 2013, 2014, 2015, 2016, 2017, 2018, 2019, 2020, 2025 |
| Zaon Kifissia Athènes       | 5      | Kifissia, Athènes  | 1974, 1975, 1976, 1980, 1981 |
| Filathletic Club Vrilissia  | 5      | Vrilissia, Attique | 1995, 1996, 1997, 1999, 2004 |
| Filathlitikos Thessalonique | 4      | Thessalonique      | 1984, 1986, 1987, 2003 |
| Ionikos Athènes             | 2      | Athènes            | 1989, 1994 |
| Panellinios Athènes         | 2      | Athènes            | 2001, 2002 |
| AEK Athènes                 | 1      | Athènes            | 2012 |